# KCO
«KCO» es el primer sencillo original de la cantante japonesa Keiko Komuro del proyecto globe KEIKO solo proyect 001, lanzado originalmente el 10 de diciembre del año 2003 en Japón.

## Información
Este es realmente oficialmente un sencillo, como lo afirma su sitio oficial, como casi todos los lugares donde se menciona; sin embargo también puede considerársele fácilmente un miniálbum o un EP, por la cantidad de canciones que contiene.
El tema en solitario de KEIKO "HUMANRACE" fue más tarde incluido en el álbum de su banda globe maniac; que la mitad de las canciones de este disco sean sobre la Navidad también se hace comprensible al ver la fecha de lanzamiento de éste, para hacerlo más llamativo.

## Canciones
1. HUMANRACE
2. DREAM OF CHRISTMAS feat. VERBAL (m-flo)
3. CHRISTMAS CHORUS
4. Umi to no Yūjō (海との友情?) (DEMO VERSION)
5. HUMANRACE (Instrumental)
6. DREAM OF CHRISTMAS feat. VERBAL (m-flo) (Instrumental)
7. CHRISTMAS CHORUS (Instrumental)
8. Umi to no Yūjō (海との友情?) (Instrumental)
9. Umi to no Yūjō (海との友情?) (JAZZ IN GROOVE MIX)